# Tom Clancy’s Rainbow Six 3: Raven Shield
Tom Clancy’s Rainbow Six 3: Raven Shield (рус. Щит Ворона) — игра в жанре тактический 3D-шутер, разработанная компанией Red Storm Entertainment и изданная компанией Ubisoft в марте 2003 года. Консольная версия Rainbow Six 3 была разработана для Xbox, PlayStation 2 и Nintendo GameCube. Игра также была портирована на Mac OS X 19 декабря 2003 года.

## Геймплей
Представляет тактический шутер от первого лица с реалистическими свойствами, посвящённый управлению спецподразделением по борьбе с терроризмом и освобождению заложников. Для каждой миссии можно выбрать до восьми бойцов, разбитых на 1-3 отряда (красные, зелёные и золотые), при планировании операции можно задать пути движение отрядов, скорость передвижения и действия (ждать сигнала, взломать дверь, держать направление под прицелом, бросить гранату). Игрок может переключаться на любого персонажа.

### Инструктаж
В разделе инструктажа можно узнать о будущем задании и его целях. Каждый из консультантов освещает одну из сторон вопроса, позволяя получить наиболее полное представление о сложившейся ситуации. Например, руководство даёт общую информацию о предстоящем задании, Джон Кларк делает акцент на тактических моментах, а Кэвин Свини освещает психологическую составляющую. Новости позволяют узнать, каким образом общественность была проинформирована о последнем задании «Радуги». «Радуга» это международный антитеррористический отряд, собранный из лучших ветеранов полицейских спецподразделений различных стран мира, натренированных на пределе человеческих возможностей и вооружённых самым современным оружием. Под руководством Джона Кларка отряд выполняет антитеррористические операции в странах Европы и Латинской Америки, постепенно выходя на след неонацистского заговора по свержению правительства Аргентины.

### Отряд
В этом разделе игроку необходимо выбрать членов отряда из списка оперативников и экипировать их.
Каждый агент имеет свою специальность (штурмовик, разведчик, снайпер, подрывник и электронщик), биографию и навыки. Также во время просмотра подробной информации о бойце можно получить его статистику о проведённых операциях (например, в каком количестве заданий он принимал участие, сколько выстрелов произвёл и каково количество попаданий в цель, сколько террористов убил). Стоит помнить, что по мере выполнения заданий оперативники становятся опытнее, и их навыки повышаются. Это касается даже тех бойцов, которые не участвуют в заданиях.
Солдаты могут быть разбиты на три отряда (красный, зелёный, золотой), каждый из которых может включать до трёх оперативников. Этого вполне достаточно для решения любых тактических задач, представленных в игре. На этапе планирования игрок должен разработать план операции, задав каждой группе пути следования.
Набор оружия существенно расширен по сравнению с предыдущими играми серии. Также появилась возможность использования шумоподавителя, магазина повышенной ёмкости, оптического или теплового прицела. В предыдущих играх серии встречалось оружие, оснащённое шумоподавителем, однако оно было представлено отдельным образцом.

## Дополнения
После выпуска игры вышли 2 официальных дополнения, добавляющие новые задания и оружие: Athena Sword и Iron Wrath.

## Рецензии
| Сводный рейтинг       | Сводный рейтинг            | Сводный рейтинг            | Сводный рейтинг            | Сводный рейтинг            |
| Издание               | Оценка                     | Оценка                     | Оценка                     | Оценка                     |
| Издание               | GC                         | PC                         | PS2                        | Xbox                       |
| --------------------- | -------------------------- | -------------------------- | -------------------------- | -------------------------- |
| GameRankings          | 68,35 %                    | 85,64 %                    | 72,71 %                    | 88,06 %                    |
| Metacritic            | N/A                        | 83/100 (29 обзоров)        | N/A                        | N/A                        |
| MobyRank              | N/A                        | 85/100                     | N/A                        | N/A                        |
| Иноязычные издания    |                            |                            |                            |                            |
| Издание               | Оценка                     | Оценка                     | Оценка                     | Оценка                     |
| Издание               | GC                         | PC                         | PS2                        | Xbox                       |
| Eurogamer             | N/A                        | 9/10                       | N/A                        | N/A                        |
| GameRevolution        | N/A                        | B+                         | N/A                        | N/A                        |
| GameSpy               | N/A                        | [ 12 ]                     | N/A                        | N/A                        |
| IGN                   | N/A                        | 8,6/10                     | N/A                        | N/A                        |
| Русскоязычные издания |                            |                            |                            |                            |
| Издание               | Оценка                     | Оценка                     | Оценка                     | Оценка                     |
| Издание               | GC                         | PC                         | PS2                        | Xbox                       |
| Absolute Games        | N/A                        | 85 %                       | N/A                        | N/A                        |
| PlayGround.ru         | N/A                        | 7,5/10                     | N/A                        | N/A                        |
| «Игромания»           | N/A                        | 8,5/10                     | N/A                        | N/A                        |
| Награды               |                            |                            |                            |                            |
| Издание               | Награда                    | Награда                    | Награда                    | Награда                    |
| Домашний ПК           | Лучшее звуковое оформление | Лучшее звуковое оформление | Лучшее звуковое оформление | Лучшее звуковое оформление |
| GameSpy               | Editors' Choice            | Editors' Choice            | Editors' Choice            | Editors' Choice            |

| Сводный рейтинг | Сводный рейтинг |
| Агрегатор       | Оценка          |
| --------------- | --------------- |
| GameRankings    | 71,09 %         |